# Psiadia dentata
Espèce
Psiadia dentata est une espèce de plante à fleurs de la famille des Asteracées endémique de l'île de La Réunion, dans le sud-ouest de l'océan Indien.